# Zygmunt Jasiński
Zygmunt Józef Jasiński herbu Sas (ur. 2 maja 1860 we Lwowie, zm. 1939 w Warszawie) – polski inżynier budownictwa, minister kolei żelaznych.

## Życiorys
Był synem prezydenta Lwowa Aleksandra i Marii ze Śląskich. W 1873 r. ukończył gimnazjum we Lwowie. Następnie studiował na Politechnice Lwowskiej i Politechnice Wiedeńskiej (Technische Hochschule). Po uzyskaniu w 1883 dyplomu inżyniera budowlanego, powrócił do rodzinnego miasta i uzyskał nominację na rzeczoznawcę sądowego w sprawach budowlanych i kolejowych, ponadto został członkiem Państwowej Komisji Egzaminacyjnej dla inżynierów budownictwa. Był projektantem i budowniczym wielu linii kolejowych (np. Zagórz-Grybów, Lwów-Bełżec, Lwów-Janów-Jaworów, Tarnopol-Halicz, Stanisławów-Woronienka) oraz dworców na terenie Galicji. W 1907 r. objął w zarządzanie dział budowy i konserwacji w lwowskiej Dyrekcji Kolei. Trzy lata później kierował budową rafinerii w Drohobyczu oraz rozbudową dworca we Lwowie. Następnie awansowany na zastępcę szefa krakowskiej Dyrekcji Kolei, lecz został przeniesiony do Lwowa na analogiczne stanowisko, jednocześnie pełnią funkcję dyrektora technicznego.

### Wielka Wojna
31 sierpnia 1914 r. nastąpiła ewakuacja lwowskiej Dyrekcji Kolei do Cieszyna, którą od strony kolejowej zorganizował Jasiński. Ponadto został szefem ekspozytury lwowskiej Dyrekcji Kolei w Zagórzu. Odpowiadała za wznowienie ruchu na linii rokadowej Przemyśl-Chyrów-Zagórz, która była kluczowa, gdyż zaopatrywała twierdzę przemyską. W tym czasie Jasiński przeniósł ekspozyturę do Cieszyna. Do Lwowa powrócił w 1915 r., gdzie nadzorował odbudowę infrastruktury kolejowej. W lutym 1916 r. został zastępcą szefa departamentu budownictwa w Ministerstwie Kolei (k. k. Eisenbahn-Ministerium) w Wiedniu, a w czerwcu został szefem. Do jego obowiązków należały sprawy związane z odbudową kolejnictwa w Galicji oraz przebudową wiedeńskiego węzła kolejowego, a także inspekcjonowanie prac kolejowych w Czechach oraz Austrii.

### II Rzeczpospolita
Po odzyskaniu przez Polskę niepodległości, 12 listopada Jasiński podporządkował się Polskiej Komisji Likwidacyjnej. W ramach jej działania, zawarł tymczasowe porozumienie, które regulowało ruch kolejowy Polski z Austrią oraz Czechosłowacją. W kwietniu 1919 r. został przewodniczącym Delegatury Ministerstwa Komunikacji dla Galicji, Śląska Cieszyńskiego, Spiszą i Orawy z siedzibą w Krakowie. Dodatkowo Jasińskiego uczyniono szefem krakowskiej okręgowej Dyrekcji Kolei. W 1920 r. rozpoczął pracę w Ministerstwie Komunikacji. 16.02 objął szefostwo nad sekcją budownictwa i konserwacji, natomiast 5.03 dodatkowo zaczął kierować sekcję eksploatacyjną.
Po dymisji Kazimierza Bartla, 13 grudnia 1920 r. Jasiński został nowym ministrem kolei żelaznych w rządzie Wincentego Witosa. Już na początku kierowania ministerstwem, napotkał problemy związane ze związkami zawodowymi. W 1921 r. spotkał się z przedstawicielami Związku Zawodowego Pracowników Kolejowych Rzeczypospolitej Polskiej. Pomimo przychylności Jasińskiego do części postulatów, negował on ich realizacje pod groźbą protestów. Jednakże w lutym 1922 r. wybuchł strajk kolejowy, który objął m.in. Radom, Lublin, Skarżysko. Jasiński odpowiedział zwolnieniami dyscyplinarnymi. Skorzystał też z pomocy wojska. Nie zaprzestał jednak kontaktów ze związkowcami, z którymi spotkał się 22.02.1921 r. Minister wraz z Premierem uzyskali podpis od Naczelnika Państwa na dekrecie o militaryzacji kolei. Wkrótce po jego uchwaleniu protesty objęły inne branże a także teren całego kraju. Zakończyły się 3 marca 1921 r., a dwa dni później cofnięto ww. dekret. Konsekwencjami tych protestów były zwolnienia pracowników, konflikt z Polską Partią Socjalistyczną, którego efektem był proces wytoczony przez szefa resortu redakcji „Robotnika”.
Jasiński jako minister nie rozwiązał kwestii wywłaszczeń dokonanych do 1918 r. przez władze okupacyjne pod inwestycje kolejowe. Do sukcesów należy zaliczyć: powiększenie taboru kolejowego, wspierając także zakłady specjalizujące się w jego produkcji, uporządkowanie struktury ministerstwa. Ponadto położył podwaliny organizacyjne i prawne pod funkcjonowanie Państwowej Rady Kolejowej. 13 września 1921 r. przestał być ministrem, lecz do 19. pełnił obowiązki.
Po zakończeniu pracy w ministerstwie, w lutym 1922 r. przeszedł na emeryturę. W tym samym roku został członkiem Państwowej Rady Kolejowej. Opracował na drugiego rządu Witosa program oszczędności w kolejnictwie, który nie został wdrożony.
Zygmunt Jasiński zmarł w Warszawie najprawdopodobniej w pierwszych tygodniach po wybuchu II wojny światowej.

## Życie prywatne
Od 1884 r. był żonaty z Marią z domu Rylską.

## Ordery i odznaczenia
- Krzyż Komandorski z Gwiazdą Orderu Odrodzenia Polski (2 maja 1922)[3][4]
- Krzyż Komandorski Orderu Franciszka Józefa (Austro-Węgry, 1917)[5]